# Hyperolius ghesquieri
Hyperolius ghesquieri és una espècie de granota de la família dels hiperòlids que viu a la República Democràtica del Congo.